# Florian Födermayr
Florian Födermayr (* 18. April 1877 in Kronstorf; † 7. März 1960 in Linz) war österreichischer Landwirt, Politiker und Person des österreichischen gewerblichen Genossenschaftswesens.

## Leben und Ausbildung
Florian Födermayr besuchte nach der Volks- und Bürgerschule in Linz von 1891 bis 1893 die Landesackerbauschule Ritzlhof und war ab 1899 Landwirt in Allhaming und ab 1924 in Kronstorf. Er war verheiratet und hatte sieben Kinder.

## Politische Laufbahn
- Von 1904 bis 1924 Gemeinderat und Vizebürgermeister von Allhaming
- Von 1908 bis 1919 Mitglied des Zentralausschusses der Landwirtschaftsgesellschaft Oberösterreich.
- 1919/1920 Mitglied der Konstituierenden Nationalversammlung und dann bis 1934 Abgeordneter zum Nationalrat (konstituierende, I., II., III. und IV. Gesetzgebungsperiode).
- Von 1919 bis 1926 Obmann-Stellvertreter und von 1926 bis 1929 Präsident des Reichsbauernbundes.
- Von 1919 bis 1934 Vizepräsident des Katholischen Volksvereins für Oberösterreich
- 1920 Mitbegründern des Bauernbundes Oberösterreich und war bis 1930 dessen Obmann.
- Von 1926 bis 1932 Vizepräsident des Landeskulturrats für Oberösterreich
- Von Mai bis September 1929 Bundesminister für Land- und Forstwirtschaft.
- Von 1929 bis 1942 sowie von 1945 bis 1949 Bürgermeister von Kronstorf.
- Von 1934 bis 1938 Mitglied des Staatsrates und des Bundestags.
- Von 1936 bis 1938 und 1947 bis 1951 Obmann des Gemeindebundes Oberösterreich, ab 1948 auch Obmann des österreichischen Gemeindebundes.
- Von 1945 bis 1951 Verwalter der Zuckerfabrik Enns, danach deren Aufsichtsratsvorsitzender
- Ab 1947 Mitglied der Vereinigung Österreichischer Industrieller Oberösterreich
- Ab 1949 Kammerrat in der Kammer der gewerblichen Wirtschaft für Oberösterreich

## Funktionen im Genossenschaftswesen
- Von 1919 bis 1924 Obmann der Kremstaler Lagerhausgenossenschaft, Neuhofen an der Krems
- Ab 1920 Obmann der Elektrizitätsgenossenschaft Allhaming
- Ab 1928 Obmann der Molkereigenossenschaft Enns
- Von 1932 bis 1938 und von 1946 bis 1960 Präsident der Volkskredit Oberösterreich, zuvor bereits ab 1922 Vorstandsmitglied.
- Von 1934 bis 1938 Vorsitzender des Gesamtausschusses des Österreichischen Genossenschaftsverbandes (ÖGV)[2]
- Von 1936 bis 1938 Vorstandsmitglied der Genossenschaftszentralkasse Oberösterreich
- Nach 1946 Mitglied des ehrenamtlichen Vorstandes des Österreichischen Genossenschaftsverbandes

## Ehrungen
- Großes Ehrenzeichen am Bande für Verdienste um die Republik Österreich (1930)
- Ritter des Ritterordens vom Heiligen Grab zu Jerusalem (Graz, 1953)

## Werke
- Vom Pflug ins Parlament. Lebenserinnerungen eines oberösterreichischen Bauern. Stampfl, Braunau 1952.